# Securidaca calophylla
Securidaca calophylla là một loài thực vật có hoa trong họ Polygalaceae. Loài này được (Poepp.) S.F. Blake miêu tả khoa học đầu tiên năm 1927.